# Tour de France: Im Hauptfeld
Tour de France: Im Hauptfeld ist eine Dokumentarserie des US-amerikanischen Streamingdienstes Netflix. Die Serie verfolgt in ihrer ersten Staffel die Tour de France 2022 aus der Sicht von sieben Teams und deren Fahrern. Die zweite Staffel widmet sich den Ereignissen der Tour de France 2023.

## Hintergrund
Nach dem Erfolg der Dokumentarserie Formula 1: Drive to Survive nahm die Amaury Sport Organisation (ASO) im Jahr 2019 Gespräche mit dem Streaming-Anbieter Netflix auf. Ursprünglich hätten die Dreharbeiten der ersten Staffel im Jahr 2020 beginnen sollen, doch aufgrund der COVID-19-Pandemie wurde der Start ins Jahr 2022 verschoben. Die Produktion der Serie übernahm Box to Box Films in Kooperation mit Quadbox unter dem Joint Venture Quadbox. Weiters war auch France Télévisions an der Produktion beteiligt. Laut Angaben von Netflix beliefen sich die Produktionskosten der ersten Staffel auf rund 8 Millionen Euro. Eine zweite Staffel wurde im Mai 2022 bereits vor der Veröffentlichung der ersten Staffel bestätigt.
In einem Interview meinte Yann Le Moënner, der Geschäftsführer der ASO, dass die Serie ein Teil des Gesamtziels sei, den Sport einem größeren Publikum näher zu bringen.

## Inhalt und Produktion
Die Dokumentation gewährt Einblicke hinter die Kulissen des größten Radrennens der Welt. Neben Fahrern und Teamleitern kommen auch Experten zu Wort, die Zusammenhänge und Regeln im Straßenradsport erklären. Die Dokumentation zeigt Bilder, die im Peloton, in den Betreuerautos und Teambussen aufgenommen wurden, sowie Fernsehaufnahmen.
Das Format entstand unter der Leitung von James Gay-Rees für das Joint Venture Quadbox im Auftrag der Amaury Sport Organisation (ASO), dem Eigentümer der Tour de France. Die Premiere der ersten Staffel war am 8. Juni 2023 auf dem Streaming-Anbieter Netflix.

### Staffel 1: Tour de France 2022
Die erste Staffel zeigt die Tour de France 2022 aus der Sicht von sieben Teams, die an dem Rennen teilnahmen. Jede Episode zeigt den Verlauf der Rundfahrt aus dem Blickwinkel von ein bis zwei Mannschaften, wobei stets die Fahrer und Mannschaftsleiter zu Wort kommen. Das Hauptaugenmerk der ersten Staffel liegt auf dem Team Jumbo-Visma, wobei der Fokus primär auf Wout van Aert und den späteren Sieger Jonas Vingegaard gerichtet ist. Teil der ersten Staffel waren die Mannschaften AG2R Citroën Team, Alpecin-Fenix, EF Education-EasyPost, Groupama-FDJ, Ineos Grenadiers, Quick-Step Alpha Vinyl und Jumbo-Visma.

### Staffel 2: Tour de France 2023
Die zweite Staffel folgt dem Vorbild der ersten Staffel und zeigt die Ereignisse der Tour de France 2023. Neben dem Kampf um Etappensieg und das Gelbe Trikot, liegt der Fokus auf den Gefahren des Radsports, wobei immer wieder auf den bei der Tour de Suisse verstorbenen Gino Mäder eingegangen wird. Zudem wird erstmals auch das Thema Doping angesprochen, zu dem sich mehrere Fahrer und sportliche Leiter äußern. Weiters zeigt die zweite Staffel den Tour-Verlauf aus der sich des Australiers Ben O’Connor, dessen Rolle sich in der Mannschaft AG2R Citroën Team mit dem Fortschreiten der Rundfahrt stetig verändert. Mit dem UAE Team Emirates und dem Briten Mark Cavendish kamen eine Mannschaft und ein Fahrer erstmals in der Serie vor.[1]

## Episodenliste

### Staffel 1
| Nr. (ges.) | Nr. (St.) | Deutscher Titel         | Originaltitel             |
| --- | --------- | ----------------------- | ------------------------- |
| 1 | 1         | Der Grand Départ        | The Grand Départ          |
| Patrick Lefevere, der Teamchef des Quick-Step Alpha Vinyl Team, nominiert den Sprinter Fabio Jakobsen für die Tour-de-France-Mannschaft, verzichtet jedoch auf den amtierenden Weltmeister Julian Alaphilippe. Mit Yves Lampaert gewinnt einer seiner Fahrer überraschend die 1. Etappe. Obwohl Yves Lampaert bei der 2. Etappe im Gelben Trikot startet, unterstützt er seinen Teamkollegen Fabio Jakobsen, der seinen ersten Tour-de-France-Etappensieg feiert, nachdem er sich zwei Jahre zuvor bei einem Sturz während der Polen-Rundfahrt lebensgefährliche Verletzungen zugezogen hatte. Dem von Jonathan Vaughters geleiteten Team EF Education-EasyPost droht nach einer schlechten Saison der Verlust der Hauptsponsoren. Das Team investiert viel in den Schweizer Stefan Bissegger, der das Auftaktzeitfahren in Kopenhagen gewinnen soll. Dies gelingt ihm jedoch nicht, und er kommt auf den nassen Straßen zweimal zu Sturz. |           |                         |                           |
| 2 | 2         | Willkommen in der Hölle | Welcome to Hell           |
| Das Team Jumbo-Visma hat unter der Leitung von Grischa Niermann das Ziel, die Gesamtwertung der Tour de France zu gewinnen. Mit Primož Roglič und Jonas Vingegaard haben sie zwei Fahrer, die den Titelverteidiger Tadej Pogačar herausfordern können. Mit Wout van Aert, der auf der 2. Etappe das Gelbe Trikot übernommen hat, befindet sich jedoch ein weiterer Star in der Mannschaft, der auf nahezu allen Terrains gewinnen kann. Auf der 4. Etappe setzt sich Wout van Aert im letzten Anstieg als Solist ab und feiert einen Etappensieg im Gelben Trikot. Er distanziert jedoch auch Jonas Vingegaard, was zu Spannungen im Team führt. Auf der 5. Etappe gerät das Team Jumbo-Visma auf den Kopfsteinpflaster-Abschnitten im Norden Frankreichs aufgrund von Defekten und Stürzen in die Defensive. Jonas Vingegaard kann den Rückstand auf Tadej Pogačar durch die Hilfe von Wout van Aert jedoch geringhalten, während Primož Roglič viel Zeit verliert. |           |                         |                           |
| 3 | 3         | Die Last einer Nation   | The Weight of a Nation    |
| Die französischen Mannschaften Groupama-FDJ und AG2R Citroën stehen unter Druck, eine Etappe bei der Tour de France zu gewinnen. Marc Madiot und Julien Jurdi gewähren Einblicke hinter die Kulissen der beiden Teams, die im stetigen Wettbewerb stehen. Thibaut Pinot (Groupama-FDJ) scheitert beim Versuch, die 7. Etappe unweit seiner Heimat zu gewinnen, und der Australier Ben O’Connor (AG2R Citroën) verliert nach einem Sturz auf den ersten Etappen viel Zeit im Kampf um die Gesamtwertung. Auf der 9. Etappe kommt es in der Fluchtgruppe zu einem Duell zwischen den beiden Mannschaften, wobei sich Bob Jungels (AG2R Citroën) gegenüber Thibaut Pinot durchsetzt und die Etappe gewinnt. Ben O’Connor hingegen muss die Rundfahrt am ersten Ruhetag verletzungsbedingt verlassen. |           |                         |                           |
| 4 | 4         | Angriff, Gegenangriff   | Attack, Counter Attack    |
| Die Tour de France hat die Alpen erreicht, und Tadej Pogačar trägt das Gelbe Trikot. Das Team Jumbo-Visma forciert bereits am vorletzten Anstieg das Tempo und greift den Gesamtführenden mit Primož Roglič und Jonas Vingegaard an, der sich jedoch nicht abhängen lässt. Ebenfalls dabei bleibt Geraint Thomas, der für die Ineos Grenadiers fährt und die Tour de France 2018 gewann. Im Schlussanstieg zum Col du Granon forciert Jonas Vingegaard erneut das Tempo und gewinnt seine erste Tour-de-France-Etappe. Zudem übernimmt er das Gelbe Trikot von Tadej Pogačar, der im Finale entscheidend an Zeit verliert. |           |                         |                           |
| 5 | 5         | Halsbrecherisches Tempo | Breakneck Speed           |
| Die 12. Etappe endet mit dem legendären Anstieg nach Alpe d’Huez. Steve Cummings, der sportliche Leiter der Ineos Grenadiers, gibt Thomas Pidcock die Freigabe, auf Etappensieg zu fahren, womit Geraint Thomas auf der schweren Alpenetappe einen Helfer weniger zur Verfügung hat. Nach mehreren Stürzen von Rigoberto Urán versucht Neilson Powless ebenfalls, die Etappe für sein Team EF Education-EasyPost zu gewinnen. Während der Amerikaner die ersten flachen Kilometer der Etappe nutzt, um sich vom Hauptfeld abzusetzen, schließt Thomas Pidcock die Lücke zur Spitzengruppe mit einer waghalsigen Abfahrt vom ersten Alpenpass. Im Schlussanstieg erweist sich Thomas Pidcock als stärkster Fahrer und gewinnt als jüngster Fahrer aller Zeiten die Bergankunft in Alpe d’Huez. Geraint Thomas kann Jonas Vingegaard und Tadej Pogačar bis ins Ziel folgen und rückt auf den dritten Gesamtrang vor. |           |                         |                           |
| 6 | 6         | Plan B                  | Plan B                    |
| Nachdem Mathieu van der Poel, der Star der Alpecin-Deceuninck-Mannschaft, die Tour de France in der ersten Woche aufgibt, braucht der Teamchef Christoph Roodhooft einen neuen Plan, um einen Etappensieg zu holen. Jasper Philipsen soll auf der 15. Etappe den Sprint gewinnen, nachdem er sich bereits auf der 4. Etappe fälschlicherweise als Sieger feierte. Das Team Jumbo-Visma plant auf der flachen Etappe, den Gesamtführenden Jonas Vingegaard beschützen, Wout van Aert hingegen möchte erneut seine Chancen auf einen Etappensieg wahrnehmen. Nach dem Ausscheiden von Primož Roglič muss mit Steven Kruijswijk ein weiterer wichtiger Helfer die Tour de France nach einem Sturz verlassen, ehe auch Jonas Vingegaard zu Boden geht. Im Zielsprint setzt sich Jasper Philippsen durch, der seinen ersten Tour-de-France-Etappensieg feiert. |           |                         |                           |
| 7 | 7         | Alles fürs Podium       | Everything for the Podium |
| Nachdem David Gaudu auf der 12. Etappe viel Zeit in der Gesamtwertung verloren hat, fordert Marc Madiot seine Fahrer des Teams Groupama-FDJ dazu auf, alles für das Podium zu geben. Der Teamchef hatte in der Kapitänsfrage David Gaudu den Vorzug gegenüber Thibaut Pinot gegeben und ist nun heftiger Kritik ausgesetzt. In den Pyrenäen macht David Gaudu Zeit auf seine Kontrahenten gut, bevor es auf der 18. Etappe zum Showdown zwischen ihm und Geraint Thomas kommt, der auf dem dritten Gesamtrang liegt. In einem spannenden Schlussaufstieg nach Hautacam setzt sich Geraint Thomas durch und sichert seinen Podiumsplatz ab. |           |                         |                           |
| 8 | 8         | Die Straße nach Paris   | Road to Paris             |
| Die letzte Woche der Tour de France ist erreicht, und während sich Jonas Vingegaard auf den Pyrenäen-Etappen gegen Tadej Pogačar behaupten muss, haben die Sprinter das Ziel, Paris zu erreichen. Auf der 17. Etappe muss der Sprinter Fabio Jakobsen von Quick-Step Alpha Vinyl Team die letzten Kilometer allein absolvieren und schafft es nur knapp, das Ziel im Zeitlimit zu erreichen. Das Team Jumbo-Visma plant auf den letzten beiden Bergetappen, Zeit gegenüber Tadej Pogačar herauszufahren, gerät dabei zunächst jedoch selbst in Bedrängnis. Auf der 18. Etappe fährt Wout van Aert auf den ersten flachen Kilometern einen Vorsprung heraus, ehe er Jonas Vingegaard im Schlussanstieg nach Hautacam unterstützt. Die beiden distanzieren Tadej Pogačar zwar, wissen jedoch, dass die Entscheidung über den Gesamtsieg erst im Abschlusszeitfahren fällt. Nach einer Schrecksekunde im Zeitfahren überlässt Jonas Vingegaard seinem Teamkollegen Wout van Aert den Etappensieg und muss nun nur noch die letzte Etappe in Paris absolvieren, auf der die Sprinter ihren großen Auftritt haben. Sowohl Fabio Jakobsen als auch Jasper Philipsen (Alpecin-Deceuninck) möchten den Sprint auf der Avenue des Champs Élysées nach drei schweren Wochen gewinnen. Während Fabio Jakobsen aufgrund eines Defekts am Rad nicht um den Sieg mitkämpfen kann, sprintet Jasper Philipsen zu seinem zweiten Etappensieg. |           |                         |                           |
| Am 8. Juni 2023 wurden alle Folgen der Staffel gleichzeitig bei Netflix veröffentlicht. |           |                         |                           |

### Staffel 2
| Nr. (ges.) | Nr. (St.) | Deutscher Titel                   | Originaltitel      |
| --- | --------- | --------------------------------- | ------------------ |
| 9 | 1         | Wer nicht wagt, der nicht gewinnt | No Risk, No Reward |
| Der Tod von Gino Mäder bei der Tour de Suisse 2023 überschattet den Auftakt der Tour de France 2023. Als Favoriten auf den Gesamtsieg gelten der Vorjahressieger Jonas Vingegaard (Jumbo-Visma) und der Slowene Tadej Pogačar (UAE Team Emirates), dessen Vorbereitung jedoch durch einen Kahnbeinbruch beeinträchtigt wurde. Jonathan Vaughters, der Teamchef der EF-Education-EasyPost-Mannschaft, hofft mit Richard Carapaz, seinem bislang teuersten Fahrer, im Kampf um den Gesamtsieg mitzumischen. Der Ecuadorianer stürzt jedoch auf der 1. Etappe und muss die Tour de France aufgeben. Nachdem auch Thomas Pidcock (Ineos Grenadiers) nicht mit den besten Fahrern mithalten kann, beginnt er an seinen Fähigkeiten zu zweifeln. Er greift jedoch im Finale der 2. Etappe an. Wout van Aert (Jumbo-Visma) kann die Attacke des Briten zwar parieren, wird jedoch vom Franzosen Victor Lafay (Cofidis) überrascht. Nach der Etappe macht sich Jonas Vingegaard Vorwürfe seinen Teamkollegen nicht ausreichend unterstützt zu haben. |           |                                   |                    |
| 10 | 2         | Der dritte Mann                   | The Third Man      |
| Auf der 5. Etappe erreicht die Tour de France die Pyrenäen. Jai Hindley (Bora-hansgrohe), der Giro-d’Italia-Sieger des Jahres 2022, geht in die Fluchtgruppe, wo er nur wenig arbeiten muss, da das AG2R Citroën Team das Tempo vorgibt. Zum Ärger von Ben O’Connor gewinnt Jai Hindley die Etappe und übernimmt das Gelbe Trikot. Weiters macht er wertvolle Sekunden in der Gesamtwertung gut. Hinter der Ausreißergruppe kann Jonas Vingegaard (Jumbo-Visma) mit Tadej Pogačar (UAE Team Emirates) seinen größten Konkurrenten distanzieren. Auf der nachfolgenden 6. Etappe will das Team Jumbo-Visma die Schwäche das Slowenen nutzen und erhöht das Tempo bereits im vorletzten Anstieg des Col du Tourmalet. Pogačar lässt sich jedoch nicht abschütteln und gewinnt die Etappe. Jai Hindley muss nach nur einem Tag das Gelbe Trikot abgeben, während auch Ben O’Connor mit seiner Leistung unzufrieden ist. |           |                                   |                    |
| 11 | 3         | Keine Gnade                       | No Mercy           |
| Die Sprinter erhalten ihre ersten Chancen auf einen Etappensieg. Im Fokus stehen, Jasper Philipsen (Alpecin-Deceuninck), Fabio Jakobsen (Soudal Quick-Step) und Mark Cavendish (Astana Qazaqstan Team), der mit 38 Jahren versucht den Rekord an Tour-de-France-Etappensiegen zu brechen. Mit Hilfe seines Anfahrers Mathieu van der Poel (Alpecin-Deceuninck) gewinnt Jasper Philipsen drei Etappen. Beide Male stehen die beiden jedoch in der Kritik, da sie im Finale keine Rücksicht auf Stürze nehmen. Nachdem Wout van Aert (Jumbo-Visma) auf der 3. Etappe nur knapp einen Sturz vermeiden kann, kommt Fabio Jakobsen auf der 4. Etappe zu Fall. Für Philipsen und seine Teamchef Christoph Roodhooft zählt jedoch nur der Sieg. Auf der 7. Etappe wird Mark Cavendish auf den letzten Metern von Jasper Philipsen abgefangen. Tags drauf bricht er sich auf der 8. Etappe das Schlüsselbein und muss die Tour aufgeben. |           |                                   |                    |
| 12 | 4         | Für Gino                          | For Gino           |
| Das Team Bahrain Victorious möchte nach dem Tod von Gino Mäder unbedingt eine Etappe gewinnen. Auf der 9. Etappe, die mit einer Bergankunft auf dem mystischen Puy de Dôme endet, schafft Matej Mohorič den Sprung in die Ausreißergruppe, wobei die Mannschaft lieber mit dem Berg-Spezialisten Pello Bilbao vertreten gewesen wäre. Dennoch kann Mohorič das Rennen kurzzeitig anführen, ehe er in der Schlusssteigung eingeholt wird. Unterdessen verliert Ben O’Connor (AG2R Citroën Team) viel Zeit in der Auffahrt zum Puy de Dôme, sodass Felix Gall die Rolle des Kapitäns übernimmt. Auf der 10. Etappe schaffen Ben O’Connor und Pello Bilbao den Sprung in die Ausreißergruppe. Im Sprint feiert Bilbao einen emotionalen Sieg zu Ehren seines verstorbenen Teamkollegen. |           |                                   |                    |
| 13 | 5         | Konkurrenz in den eigenen Reihen  | The Enemy Within   |
| Bereits vor der Tour müssen sich die Ineos Grenadiers überlegen, wenn sie als Kapitän in der Gesamtwertung platzieren wollen. Thomas Pidcock und Carlos Rodríguez gelten als mögliche Anwärter aufs Podium, wobei sich der Spanier auf den Pyrenäen-Etappen als stärker erweist. Im Vorfeld der 13. Etappe gibt Steve Cummings Thomas Pidcock den Auftrag sich in die Dienste von Rodríguez zu stellen, da dieser konstanter fährt. Bei der anschließenden Bergankunft am Grand Colombier versucht er jedoch Jonas Vingegaard (Jumbo-Visma) und Tadej Pogačar (UAE Team Emirates) zu folgen, während Carlos Rodríguez wichtige Sekunden verliert. Auf der 14. Etappe bricht Pidcock schließlich ein und fällt im Gesamtklassement weit zurück. Vor den Augen des Teamchefs Dave Brailsford, feiert Carlos Rodríguez nach einer spektakulären Abfahrt einen Etappensieg in Morzine und schiebt sich vor Jai Hindley (Bora-hansgrohe) auf den dritten Gesamtrang. Bereits zuvor hatte Michał Kwiatkowski für den ersten Etappensieg der Ineos Grenadiers aus einer Ausreißergruppe gesorgt.                                                                                     |           |                                   |                    |
| 14 | 6         | Dominanz                          | Domination         |
| Nach 15 Etappen trennen Jonas Vingegaard (Jumbo-Visma) und Tadej Pogačar (UAE Team Emirates) nur zehn Sekunden. Im Einzelzeitfahren der 16. Etappe erwarten die Experten nur geringe Zeitabstände, doch der Gesamtführende Vingegaard gewinnt mit einem Vorsprung von mehr als eineinhalb Minuten. Die Leitung des Dänen sorgt für Aufregung und Marc Madiot, der Teamchef der Teamchef von Groupama-FDJ, nimmt Stellung zum Thema Doping. Auf der nachfolgenden Königsetappe möchte Tadej Pogačar zurückschlagen, doch er wird bereits früh distanziert und erlebt seinen schlimmsten Tag auf dem Rad. Jonas Vingegaard baut seinen Vorsprung in der Gesamtwertung auf mehr als siebeneinhalb Minuten aus, während Felix Gall (AG2R Citroën Team) die Etappe gewinnt. Eine wichtige Rolle spielt dabei sein Teamkollege Ben O’Connor, der sich in die Dienste des Österreichers stellt. |           |                                   |                    |
| 15 | 7         | Kamikaze-Mission                  | Kamikaze Mission   |
| Nach seinem Sturz auf der 4. Etappe verlässt Fabio Jakobsen (Soudal Quick-Step) die Tour noch in der zweiten Woche. Patrick Lefevere, der Teamchef von Soudal Quick-Step hat jedoch keinen Plan B und könnte mit der Mannschaft erstmals keine Etappe der Tour de France gewinnen. Nachdem Julian Alaphilippe, der wegen seiner schwachen Leistungen zunehmend unter Druck steht, keine guten Resultate einfahren kann, geht Kasper Asgreen auf der 18. Etappe in die Fluchtgruppe. Obwohl die Chancen gering sind, setzen sich die Ausreißer durch und Asgreen sorgt kurz vor dem Ende der Rundfahrt für den ersten Etappensieg. Tags drauf versucht er es erneut und muss ich im Sprint nur knapp dem Slowenen Matej Mohorič (Bahrain Victorious) geschlagen geben, der ein emotionales Siegerinterview gibt. |           |                                   |                    |
| 16 | 8         | Der letzte Tanz                   | The Last Dance     |
| Es kommt zum Streit zwischen Richard Plugge und Marc Madiot, den Teamchefs der Teams Jumbo-Visma und der Groupama-FDJ. Die beiden Mannschaften unterscheiden sich drastisch in ihren Ansichten. Während das Team Jumbo-Visma auf Zahlen und Fakten setzt, wird die Groupama-FDJ Mannschaft vom französischen Kampfgeist angetrieben. Dies verkörpert auch Thibaut Pinot (Groupama-FDJ), der seine letzte Tour de France bestreitet und die 20. Etappe in seiner Heimat gewinnen möchte. Der Franzose geht in die Fluchtgruppe wird im Finale jedoch vom UAE Team Emirates gestellt, das mit Tadej Pogačar unbedingt seinen Siegeswillen unter Beweis stellen will. Pogačar gewinnt die letzte Bergetappe und zeigt damit, das auch nach schlechten Tagen mit ihm zu rechen ist. In der Gesamtwertung steht Jonas Vingegaard (Jumbo-Visma) jedoch als Sieger fest. Auf der letzten Etappe kommt es auf der Champs Élysées zum Sprint, wobei Jasper Philipsen (Alpecin-Deceuninck) mit vier Etappensiegen als großer Favorit gilt. Er muss sich im Sprint jedoch dem Belgier Jordi Meeus geschlagen geben, der für den zweiten Etappensieg der Bora-hansgrohe-Mannschaft sorgt. |           |                                   |                    |
| Am 11. Juni 2024 wurden alle Folgen der Staffel gleichzeitig bei Netflix veröffentlicht. |           |                                   |                    |

## Kritik
Für Kritik sorgte, dass Beziehungen zwischen Fahrern teils überspitzt oder falsch dargestellt wurden. Besonders Wout van Aert äußerte sich kritisch und meinte in der ersten Staffel falsch dargestellt worden zu sein, da seine Beziehung zu Jonas Vingegaard im Rahmen der Tour de France 2022 nur auf Aufreger abzielen würde. Jene Szenen, in denen die beiden gut zusammengearbeitet hätten, wären absichtlich ausgelassen worden. Ähnliche Bedenken äußerte Thomas Pidcock nach der zweiten Staffel und meinte, dass die Ereignisse in der 5. Episode (The Enemy Within) nicht in der chronologisch richtigen Reihenfolge gezeigt wurden.
Auch die fehlende Auseinandersetzung der ersten Staffel mit dem Thema Doping wurde kritisiert, da der Kolumbianer Nairo Quintana im Nachhinein aus den Ergebnislisten der Tour de France 2022 gestrichen wurde. In der zweiten Staffel wurde das Thema auf der 6. Episode (Domination) in den Fokus gerückt.